# عملیات مشترک اروند
عملیات مشترک اروند (انگلیسی: Joint Operation Arvand که بیشتر با نام عمّا (AMA) شناخته می شود. ) نمایش قدرت هماهنگی بود که در آوریل ۱۹۶۹ توسط نیروهای مسلح شاهنشاهی ایران به دنبال ادعای عراق مبنی بر حق حاکمیت بر شط العرب/ اروند رود و تهدید برای جلوگیری از عبور کشتی‌ها مگر اینکه آنها پرچم عراق را برافرازند بود که در آوریل ۱۹۶۹ رخ داد.
در ۲۲ آوریل ۱۹۶۹، کشتی بازرگانی ایرانی ابن سینا، با حمل محموله‌ای از تیر آهن و برافراشتن پرچم ایران، توسط کشتی‌های به شدت مسلح نیروی دریایی شاهنشاهی ایران و همچنین جنگنده‌های جت همراهی شد و در یک سفر ۸۰ مایلی که حدود شش ساعت طول کشید از طریق رودخانه به سمت خلیج فارس حرکت کرد. عراق که قبلاً تهدید کرده بود اگر کشتی‌ای با پرچم ایران عبور کند، هدف تیراندازی قرار خواهد گرفت نسبت به این اقدام واکنشی نشان نداد. هر دو کشور نیروهای زمینی خود را در کنار رودخانه تقویت کردند و توپخانه، تانک و سلاح ضدهوایی را مستقر کردند. سربازان ایرانی در مجاورت خرمشهر و آبادان قرار گرفتند، در حالی که عراق نیروهای خود را در بصره آماده کرد.
کشتی باری آریافر سه روز بعد با چهار قایق مسلح بدون هیچ گونه مزاحمتی از کنار رودخانه عبور کرد.